# John Baston
John Baston (1685 – 1739) was een Engelse componist, blokfluitist en cellist die een klein oeuvre achterliet van zes concerto's en bekendheid genoot in zijn tijd als uitvoerend musicus die de blokfluit als concertinstrument in Engeland als eerste bekendheid gaf.

## Biografie
Baston was een van de twee zonen van de drukker en uitgever van afbeeldingen van schepen en mariene historische prenten, Thomas Baston. Hij trad op als uitvoerend musicus, meestal op blokfluit maar ook als violist/cellist in Londen waar hij zijn interval music-uitvoeringen gaf in de Stationers Hall tussen 1708 en 1714, de Coachmakers Hall en het Drury Lane Theater. Baston wordt beschouwd als de allereerste blokfluitist die een blokfluitconcert opvoerde in 1709.

## Optredens en broer
Hij trad vaak op met zijn jongere broer Thomas Baston, die ook musicus was en zowel de blokfluit als de viool bespeelde.. Op een pamflet ter aankondiging van een vroeg optreden van Baston en zijn broer in Stationers Hall op 25 augustus 1709 worden ze opgevoerd als 'de twee zonen van Mr. Baston die een "Concerto Grosso" voor fluit en viool uit zullen voeren'. Ook op 25 april 1716 traden ze nog samen op in een concert in het Lincoln's Inn Field Theatre. Het gezamenlijk optreden zou tot 1720 duren. Dan is nog bekend dat Thomas Baston in mei een fluituitvoering gaf van een werk dat mogelijk door zijn broer was geschreven. Hierna vindt men geen enkele verwijzing meer naar Thomas maar zijn broer zou nog twintig jaar nadien blijven optreden. Men neemt aan dat de Engelse componist William Babell speciaal voor de broers een serie concerten voor blokfluit en vioolbegeleiding heeft geschreven die deze ook hebben uitgevoerd.

## Werk van anderen
Hij voerde ook werken van anderen uit. Zo maakte hij door zijn uitvoeringen van werken van mede-fluitist en componist Robert Woodcock deze bekend bij een groter publiek door ze te spelen tijdens pauzeoptredens in Engelse theaters. Ook had hij contacten met diverse Italiaanse en Franse componisten en musici van wie hij werken uitvoerde. Op 20 mei 1725 was de eerste uitvoering in Engeland van het eerste blokfluitconcert van de Italiaanse componist Archangello Corelli door hem in Drury Lane. Op 11 mei 1722 had hij daar al een fluitconcert van de Fransman Charles Dieupart die in Londen woonde opgevoerd.

## Composities
Baston schreef als componist in een late barokstijl die gekenmerkt werd door een simpele structuur met elegante wendingen en een levendige harmonie. Zijn zes overgebleven composities werden later gepubliceerd onder de titel Six Concertos in Six Parts for Violins and Flutes in 1729 door John Walsh. In zijn laatste levensjaar behoorde hij tot de oprichters van het Londense muziekgezelschap Society of Musicians. Zijn composities betreffen:
- Concert voor blokfluit en orkest nr. 1 in G grote terts, 1729
- Concert voor blokfluit en orkest nr. 2 in C grote terts, 1729
- Concert voor blokfluit en orkest nr. 3 in G grote terts, 1729
- Concert voor blokfluit en orkest nr. 4 in G grote terts, 1729
- Concert voor blokfluit en orkest nr. 5 in D grote terts, 1729
- Concert voor blokfluit en orkest nr. 6 in D grote terts, 1729

- Biblioteca Nacional de España: XX1762839
- Gemeinsame Normdatei: 132618796
- International Standard Name Identifier: 0000 0000 8251 1971
- Library of Congress Control Number: n84017027
- MusicBrainz: 3fa7559c-14b1-478e-9596-886249dd0934
- Nationale Bibliotheek van Israël: 987007444097205171
- Nederlandse Thesaurus van Auteursnamen: 095479988
- LIBRIS: 210441
- Système universitaire de documentation: 189030534
- Virtual International Authority File: 295738792
- WorldCat: E39PCjqVB6X7bd39hYGV3PWTBP